# 布季夫齊 (沃洛奇斯克區)
49°34′43″N 26°15′24″E / 49.57861°N 26.25667°E
布蒂夫齊（烏克蘭語：Бутівці）是位於烏克蘭西部的村莊，由赫梅利尼茨基州裡赫梅利尼茨基區的沃洛奇斯克市鎮負責管轄。該村始建於1925年，面積0.33平方公里，海拔高度302米，2001年人口37，人口密度每平方公里112.1人。